# Grimpow
Grimpow, O Eleito dos Templários é um romance escrito por Rafael Ábalos, que conta a história de Grimpow, um menino da idade média que é fadado a solucionar um segredo.

## Enredo
Grimpow não passava de um ajudante de seu tio, até que Dúrlib aparece na taverna, uma chance de Grimpow fugir, e assim ele o faz. A real aventura começa quando o menino encontra um cadáver na neve, que desaparece sem deixar vestígios e tudo que sobra é uma pedra e uma mensagem lacrada, que dá a Grimpow a missão de desvendar um segredo dificílimo, desejado pela Coroa Francesa e pela Igreja. A pedra, Grimpow só descobre mais tarde, é a Pedra Filosofal. Ao lado do seu amigo Dúrlib, ele chega à Abadia de Brínkdum, mas Dúrlib falece. Contudo, o caminho do jovem Grimpow continua, e ele se encontra com o Duque Salieti de Estaglia em um torneio de justas. O duque o aceita como escudeiro. Mais tarde, já junto da namorada de Salieti, Weinell, eles vão aos Castelos dos Círculos, onde são obrigados a abandonar Salieti. Mais tarde, na pensão de Junn, o Coxo, reencontram-se com o Duque e seguem viagem pelo mapa desvendado pelo próprio dono da pensão. O segredo é terminado na Catedral de Chartres..

## Capítulos
Primeira Parte

A Abadia de Bríkdum
- 01 - Um Cadáver na Neve
- 02 - Visitas Inesperadas
- 03 - Uma história e uma lenda
- 04 - A quadratura do círculo
- 05 - Um grito na noite
- 06 - Mais além das estrelas
- 07 - O ouro dos alquimistas
- 08 - O Sol quis namorar a Lua

Segunda Parte

Os Castelos do Círculo
- 01 - A árvore dos enforcados
- 02 - A maldição do ermitão
- 03 - O bandido saguinário
- 04 - Chamas sobre Cornill
- 05 - A chave dos mistérios
- 06 - Notícias inquietantes
- 07 - Há magia nas estrelas
- 08 - A carta da morte
- 09 - Lanças e espadas
- 10 - A rainha dos torneios
- 11 - No final, a verdade
- 12 - A pousada de Junn, O Coxo
- 13 - A voz nas sombras
- 14 - Metidos em um barril
- 15 - A câmara lacrada
- 16 - Tempo é vida, tempo é morte
- 17 - O assalto à fortaleza

Terceira Parte

O Caminho Invisível
- 01 - A obscuridade e a luz
- 02 - Juntos de novo
- 03 - A barcaça do trovador
- 04 - As últimas palavras
- 05 - Uma flor no labirinto
- Dramatis personae
- Agradecimentos